# Автошлях E53
Європейський маршрут Е53 — європейський автомобільний маршрут категорії А в Центральній Європі, що з'єднує Пльзень (Чехія) та Мюнхен (Німеччина).

## Міста, через які проходить маршрут
- Чехія

* Пльзень — Клатови — Желєзна-Руда (кордон)
- Німеччина

*  Баєріш-Айзенштайн (кордон) — Деггендорф
*  Деггендорф — Ландсгут — Фрайзінг — Мюнхен
Е53 пов'язаний з маршрутами: E49, E50, E56, E45, E52.

## Фотографії

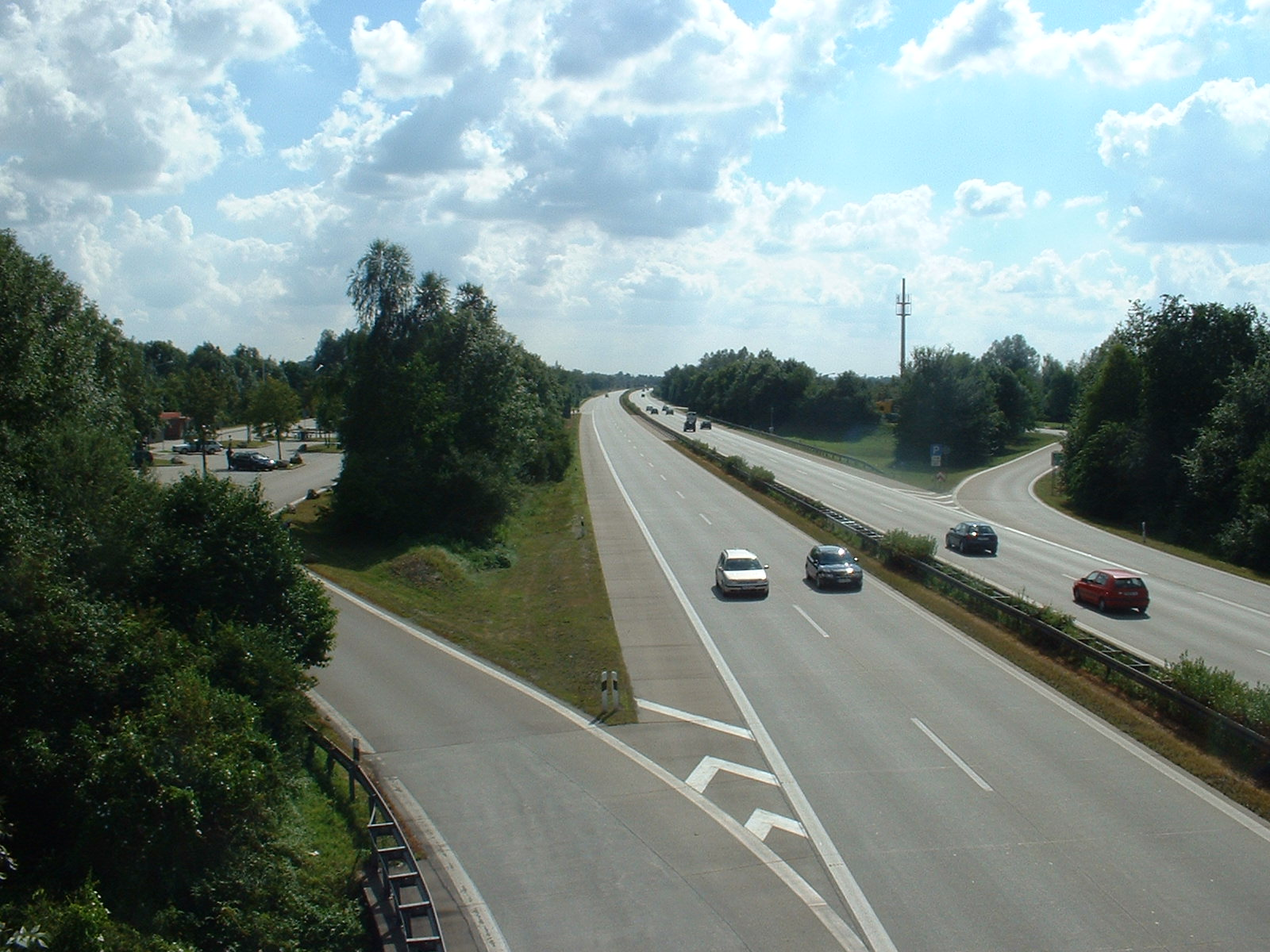
Е53 між містами Ландсгут і Фрайзінг